# 妙純寺
妙純寺（みょうじゅんじ）は、神奈川県厚木市にある日蓮宗の本山（由緒寺院）。山号は明星山。本尊は一塔尊。通称星下妙純寺と称される。

## 歴史
文禄11年（1274年）本間重連が檀越となり、日善の開山により創建されたと伝えられる。厚木市内にある蓮生寺、妙伝寺とともに星下りと称し、重連の邸宅跡と伝えられる。江戸時代には江戸幕府から朱印状が与えられていた。
平成8年（1996年）本堂が再建された。以前の本堂は元禄9年（1696年）建立の霊跡本山片瀬龍口寺の祖師堂を天保15年（1844年）移築したもの。
- 現在の貫首は43世・星日龍（新宿区戒行寺より晋山）。脱師法縁縁頭寺。

## 旧末寺
日蓮宗は昭和16年（1941年）に本末を解体したため、現在では、旧本山、旧末寺と呼びならわしている。
- 星川山妙福寺（横浜市保土ヶ谷区西谷）
- 東耀山弥勒寺（藤沢市弥勒寺）
- 長現山妙常寺（海老名市浜田町）
- 正蓮山妙泉寺（海老名市中野）
- 念済山寿閑寺（海老名市本郷）
- 国土山妙法寺（秦野市末広町）

## 寺宝
- 日蓮上人一代図会

## 関連資料
- 日蓮宗寺院大鑑編集委員会『宗祖第七百遠忌記念出版 日蓮宗寺院大鑑』大本山池上本門寺 (1981年)
- 「毛利庄 金田村 妙純寺」『大日本地誌大系』 第38巻新編相模国風土記稿3巻之56村里部愛甲郡巻之3、雄山閣、1932年8月。NDLJP:1179219/106。